# Икономидис, Гиоргос
Гиоргос Икономидис (греч. Γιώργος Οικονομίδης; 10 апреля 1990, Никосия, Кипр) — кипрский футболист, полузащитник клуба «Кармиотисса» и сборной Кипра.

## Клубная карьера
Воспитанник клуба АПОЭЛ, за основной состав которого провёл два матча в сезоне 2007/08. В 2009 году был отдан в аренду в клуб второй лиги, где провёл два года. После окончания аренды подписал контракт с другим клубом второй лиги ПАЕЕК. В 2013 году вернулся в высшую лигу где подписал контракт с клубом «Докса». С 2014 выступал за столичную «Омонию», в которой провёл два сезона и отыграл 55 матчей. В 2016 году подписал контракт с «Анортосисом».

## Карьера в сборной
За основную сборную Кипра дебютировал 28 марта 2015 года в матче отборочного турнира чемпионата Европы 2016 против сборной Бельгии (0:5), в котором вышел на замену на 57-й минуте вместо Венсана Лабана.

## Достижения
АПОЭЛ
- Обладатель Кубка Кипра: 2007/08